# Seuneubok Peusangan

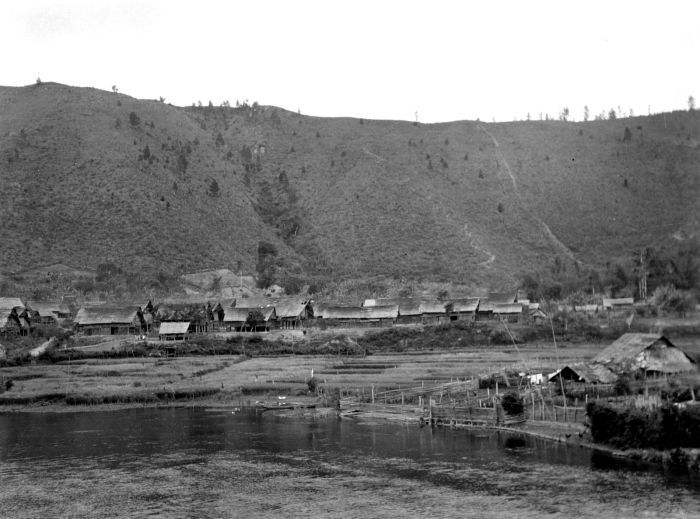
Gezicht op Peusangan aan de gelijknamige rivier (1920-1940).

Seuneubok Peusangan is een plaats in het bestuurlijke gebied Aceh Timur in de provincie Atjeh, Indonesië. Het dorp telt 1283 inwoners (volkstelling 2010).